# Классино
Кла́ссино — деревня в Омском районе Омской области, в составе Покровского сельского поселения.
Основан в 1902 году.
Население — 195 чел. (2010)

## География
Деревня расположена в лесостепи, в пределах Барабинской низменности, относящейся к Западно-Сибирской равнине. В окрестностях деревни распространены осиново-берёзовые колки. В окрестностях деревни распространены лугово-чернозёмные солонцеватые и солончаковые почвы.
Географическое положение
По автомобильным дорогам расстояние до областного центра города Омск составляет 40 км, до районного центра посёлка Ростовка 52 км.
Часовой пояс
Классино, как и вся Омская область находится в часовой зоне МСК+3. Смещение применяемого времени относительно UTC составляет +6:00.

## История
Основана переселенцами из Причерноморья в 1902 году. До 1917 года в составе Калачинской волости Тюкалинского уезда Тобольской губернии.

## Население
| 1920 | 1925 | 1970 | 1979 | 1989 | 2006 | 2010 |
| ---- | ---- | ---- | ---- | ---- | ---- | ---- |
| 45   | ↗54  | ↗286 | ↘190 | ↗240 | ↘160 | ↗195 |

В 1979 году 40 % населения деревни составляли немцы.
Гендерный состав
По данным Всероссийской переписи населения 2010 года в гендерной структуре населения из 195 человек мужчин — 89, женщин — 106	(45,6 и 54,4 % соответственно)
Национальный состав
Согласно результатам переписи 2002 года, в национальной структуре населения казахи	составляли 47 %, русские 37 % от общей численности населения в 158 чел..